# Flywheel
Flywheel (conocida en español como Lección de honestidad) es una película estadounidense de 2003, de género drama, dirigida y protagonizada por Alex Kendrick. El filme lleva un mensaje evangélico en referencia a la integridad moral.

## Argumento
Jay Austin es un vendedor de coches deshonesto que es convencido de sus errores y decide corregirlos buscando a partir de ese momento vivir su vida siguiendo los principios bíblicos.
Austin vendedor de autos con su trato deshonesto se han ganado el respeto de sus empleados que esperan seguir sus pasos. Es muy gracioso como el vendedor de autos estafa a un pastor, y el pastor agradecido, ora delante de él tomándolo del hombro "Señor trata a este hombre como el me trató a mi". El pastor no sabía que estaba siendo estafado, pero ver la cara del vendedor es algo muy gracioso. Sus prácticas comerciales han tenido una cuota "su familia". Austin rara vez pasa tiempo con su hijo a causa de sus largas horas en la oficina, y su esposa esta cada vez más frustrada de él. Con la caída de su matrimonio por una parte, un hijo que proclama que no quiere ser como su papá, y una enorme deuda que la empresa no puede pagar, Austin comienza a preguntarse como su vida tomó un curso tan distinto al que él quería. La película continúa donde él intenta cambiar las cosas. La película retrata vívidamente el arrepentimiento, alejamiento del pecado, el valor del perdón, y las bendiciones de obedecer a Dios. Estos principios bíblicos vienen envasados en una entretenida historia que ofrece drama, romance, y un poco de humor, por lo que es un gran vehículo para compartir el evangelio con los no creyentes.

## Reparto
| Personaje     | Actor Original (EE. UU.) | Actor de voz (España) | Actor de voz (Hispanoamérica) |
| ------------- | ------------------------ | --------------------- | ----------------------------- |
| Jay Austin    | Alex Kendrick            |                       | Dany de Álzaga                |
| Judy Austin   | Janet Lee Dapper         |                       |                               |
| Mr. Austin    | Roger Breland            |                       |                               |
| Todd Austin   | Richie Hunnewell         |                       |                               |
| Hillary Vail  | Lisa Arnold              |                       |                               |
| Max Kendall   | Walter Burnett           |                       |                               |
| Bernie Meyers | Tracy Goode              |                       |                               |
| Katie Harris  | Rutha Harris             |                       |                               |
| Vince Berkley | Treavor Lokey            |                       |                               |
| Dan Michaels  | Steve Moore              |                       |                               |

## Premios
- 2004 WYSIWYG Film Festival
- Best Feature Film
- 2004 ICVM Crown Awards
- Best Evangelistic Film
- Best Screenplay
- Best Drama under $250,000
- 2004 Sabaoth International Film Festival
- Best Screenplay
- Best Production
- Parable Award